# Xinjin Airport
Xinjin Airport (kinesiska: 新津机场) är en flygplats i Kina. Den ligger i provinsen Sichuan, i den sydvästra delen av landet, omkring 34 kilometer sydväst om provinshuvudstaden Chengdu.
Runt Xinjin Airport är det tätbefolkat, med 636 invånare per kvadratkilometer. Närmaste större samhälle är Pengzhen, 18,1 km norr om Xinjin Airport. Trakten runt Xinjin Airport består till största delen av jordbruksmark.
Genomsnittlig årsnederbörd är 1 367 millimeter. Den regnigaste månaden är juli, med i genomsnitt 383 mm nederbörd, och den torraste är januari, med 12 mm nederbörd.